# Beñat Urain
Beñat Urain Epelde (Mendaro, 26 de junio de 1986) es un remero español.
Se inició como ciclista llegando a debutar como profesional con el equipo ciclista Orbea Continental en 2009, equipo con el que permaneció hasta el 2011. Tras no serle renovado el contrato, en 2012 se incorporó al Club de Remo Aita Mari de Zumaya, equipo de la Liga ACT (primera división del remo en el Cantábrico).

## Palmarés
No ha conseguido victorias como profesional.

## Equipos
- Orbea Continental (2009-2011)